# Joseph Haas

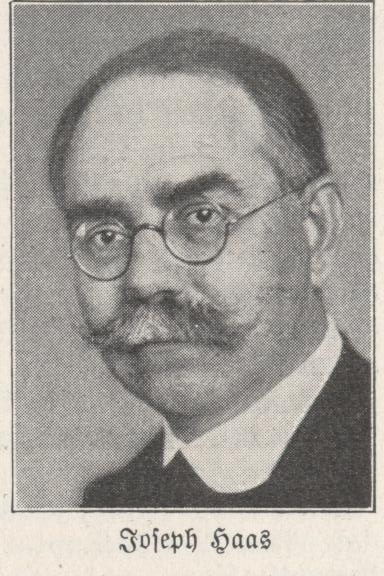
Joseph Haas, Abbildung im Herderlexikon, 1931

Joseph Haas (* 19. März 1879 in Maihingen bei Nördlingen; † 30. März 1960 in München) war ein deutscher Komponist und Musikpädagoge, dessen Werk der Spätromantik zugeordnet wird.

## Biografie

### Familie
Joseph Haas war ein Sohn aus der zweiten Ehe des Lehrers Alban Haas. Sein älterer Halbbruder war der nach dem Vater benannte Alban Haas. Dieser wirkte als katholischer Priester und Religionslehrer am Humanistischen Gymnasium, heute Kurfürst-Ruprecht-Gymnasium, sowie als Historiker überwiegend in Neustadt an der Weinstraße, das im Bistum Speyer liegt. Über den Bruder gab es später Beziehungen von Joseph Haas sowohl zum Speyerer Dom als auch zu dem Neustadter Gymnasium.

### Leben und Wirken
Joseph Haas wurde zunächst wie der Vater Lehrer; er arbeitete von 1897 bis 1904 an der Lehrerbildungsanstalt in Lauingen an der Donau.
Im Bestreben, seine musikalischen Neigungen zu vertiefen, lernte Joseph Haas 1904 Max Reger kennen und folgte ihm 1907 zum Musikstudium nach Leipzig. Haas schloss am 24. Juni 1908 sein Studium am Leipziger Konservatorium ab und wurde 1911 Kompositionslehrer am Konservatorium in Stuttgart, wo er 1916 zum Professor ernannt wurde. Von 1919 bis 1921 war er musikalischer Leiter der Singakademie zu Glogau. Anschließend lehrte er an der Akademie der Tonkunst in München, von 1924 bis 1950 als ordentlicher Professor. 1921 gründete er zusammen mit Paul Hindemith und Heinrich Burkard die Donaueschinger internationalen Kammermusikfeste für Neue Musik.

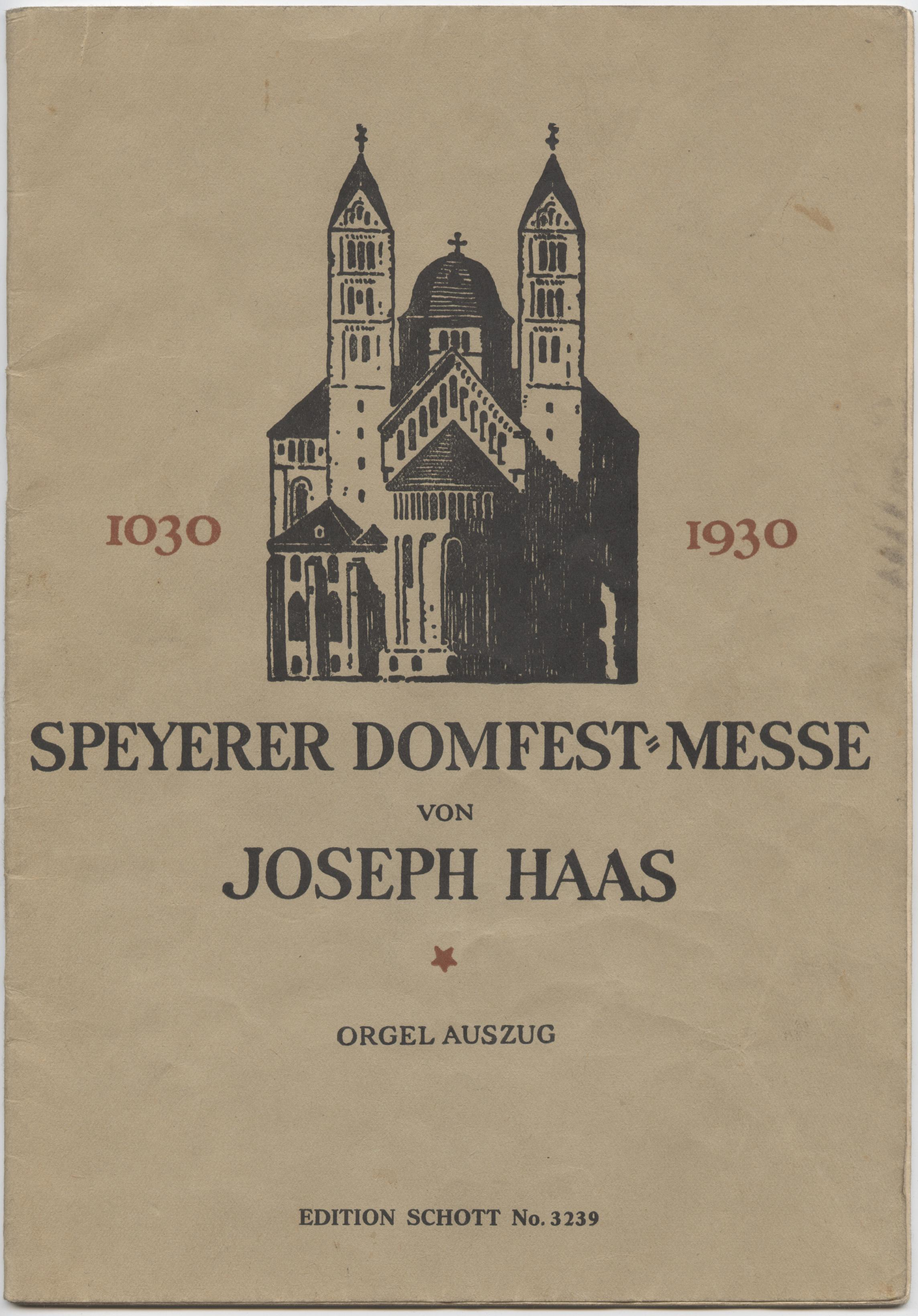
Titelblatt zur Speyerer Domfest-Messe von Joseph Haas, 1930

Nach dem Zweiten Weltkrieg wurde er bis zu seiner Emeritierung 1950 Präsident der Hochschule für Musik und Theater München und leitete ihren Wiederaufbau. Sein letztes Werk war die Hymne für den Eucharistischen Weltkongreß in München 1960, über deren Reinschrift er starb. Beigesetzt wurde Joseph Haas auf dem Münchner Waldfriedhof.
Die Sinngebung der Musik und die Intention seines Werkes formulierte der Komponist folgendermaßen:

„Die Musik soll erfreuen, nicht beleidigen; sie soll erschüttern, nicht zerschmettern; sie soll veredeln, nicht banalisieren.“

Zum 900. Jahrestag der Weihe des Speyerer Domes komponierte Joseph Haas 1930 die Speyerer Domfest-Messe, die er Ludwig Sebastian, dem Diözesanbischof seines Bruders, widmete. Bis in die 1950er Jahre hinein gehörte diese Messe zum allgemeinen Liedgut in den Gemeinden des Bistums, geriet dann aber vorübergehend völlig in Vergessenheit. Jahre später erhielt sie wieder einen Platz im neuen Speyerer Diözesananhang (zum Einlegen) des katholischen deutschen Einheitsgesangbuches „Gotteslob“.
In Bad Aibling gibt es seit 1966 einen „Joseph-Haas-Chor“, der sich nach dem Komponisten benannt hat.

## Bedeutung
Haas’ Werk fußt ganz auf der Tonalität. Er wurde zunächst stark von seinem Mentor Reger beeinflusst, dessen polyphone, harmonisch reiche Tonsprache auch Haas’ Werke auszeichnet. Deren Stil ist jedoch auf leichtere Fasslichkeit für das Publikum orientiert, weist demzufolge oft einen volkstümlichen, humoristischen Tonfall auf und ist formal klar und übersichtlich gehalten. Das Hauptgewicht des Haas’schen Werkes liegt auf Vokalmusik wie Liedern, geistlicher und weltlicher Chormusik. Daneben hinterließ er auch Kammermusik, Orchester-, Klavier- und Orgelwerke. Als Höhepunkte seines Schaffens können die beiden Opern Tobias Wunderlich und Die Hochzeit des Jobs gelten.
Zu seinen Lebzeiten war Haas ein äußerst erfolgreicher und angesehener Komponist. Zu seinem 75. Geburtstag 1954 fanden in beiden damaligen deutschen Staaten zahlreiche Festveranstaltungen statt. Seit Haas’ Tod hat die Präsenz seines Werkes im Konzertbetrieb stark abgenommen. Für den Komponisten und seine Musik setzt sich die Joseph-Haas-Gesellschaft ein, die sein Freund, der Heilpädagoge Rupert Egenberger, 1949 gegründet hat.
Haas war auch ein bedeutender Musikpädagoge. Zu seinen zahlreichen Schülern zählten Komponisten und Dirigenten wie Theodor Pröpper (1896–1979), Otto Jochum (1898–1969), Karl Gustav Fellerer (1902–1984), Eugen Jochum (1902–1987), Heinrich Simbriger (1903–1976), Karl Amadeus Hartmann (1905–1963), Karl Höller (1907–1987), Philipp Mohler (1908–1982), Aloys Fleischmann (1910–1992), die Pianistin Rosl Schmid (1911–1978), Cesar Bresgen (1913–1988), Ernst Kutzer (1918–2008), Rudolf Mors (1920–1988), Wolfgang Sawallisch (1923–2013), Hans Walter Kämpfel (1924–2016) und Theo Brand (1925–2016).

## Kompositionen

### Bühnenwerke
- Die Bergkönigin (op. 70; 1927). Begleitmusik zum gleichnamigen Weihnachtsmärchen in 3 Akten von Franziska Rodenstock
- Tobias Wunderlich (op. 90; 1934–37). Oper in 3 Aufzügen (6 Bildern). Libretto: Ludwig Strecker der Jüngere. UA 24. November 1937 Kassel (Staatstheater; Dirigent: Robert Heger)
- Die Hochzeit des Jobs (op. 93; 1940–43). Komische Oper in 4 Akten (8 Bildern). Libretto: Ludwig Strecker der Jüngere. UA 2. Juli 1944 Dresden (Staatsoper; Dirigent: Karl Elmendorff)

### Oratorien
- Die heilige Elisabeth (op. 84)
- Christnacht (op. 85)
- Das Lebensbuch Gottes (op. 87)
- Das Lied von der Mutter (op. 91)
- Das Jahr im Lied (op. 103)
- Die Seligen (op. 106)

### Liederzyklen
- Sechs Krippenlieder (op. 49).
- Unterwegs (op. 65). Texte: Hermann Hesse
- Gesänge an Gott (op. 68). Texte: Jakob Kneip

### Messen
- Eine Deutsche Singmesse (op. 60)
- Speyerer Domfestmesse (op. 80)
- Christ-König-Messe (op. 88)
- Münchener Liebfrauenmesse (op. 96)
- Te Deum (op. 100)
- Totenmesse (op. 101)
- Deutsche Weihnachtsmesse (op. 105)
- Deutsche Chormesse (op. 108)

### Orchesterwerke
- Das Grab im Busento, eine symphonische Phantasie nach dem gleichnamigen Platenschen Gedicht (1902)
- Ein symphonisches Idyll mit einem Intermezzo und einem Menuett (1903)
- Felice notte, eine symphonische Episode für Orchester (1903)
- Symphonische Suite (1913)
- Heitere Serenade (op. 41, 1913/14)
- Variationen und Rondo über ein altdeutsches Volkslied (op. 45, 1916/17)
- Variationensuite über ein altes Rokokothema (op. 64, 1924)
- Lyrisches Intermezzo (1937)
- Ouvertüre zu einem frohen Spiel (op. 95, 1943)
- Der Tod auf dem Apfelbaum, Musik zu einem Hörspiel nach Paul Osborn (op. 101 b, 1945)

### Kammermusik
- Streichquartett g-Moll (op. 8)
- Violinsonate h-Moll (op. 21)
- Divertimento D-Dur (op. 22) für Streichtrio
- Waldhornsonate F-Dur (op. 29)
- Divertimento C-Dur (op. 30a) für Streichquartett
- Kammertrio a-Moll (op. 38) für zwei Violinen und Klavier
- Streichquartett A-Dur (op. 50)

### Klaviermusik
- Wichtelmännchen (op. 27)
- Gespenster (op. 34)
- Hausmärchen (op. 35, op. 43, op. 53)
- Eulenspiegeleien (op. 39)
- Alte unnennbare Tage Elegien für Klavier (op. 42)
- Sonate a-Moll (op. 46)
- Zwei Sonaten (D-Dur, a-Moll) (op. 61)
- Vier Sonatinen (C-Dur, d-Moll, G-Dur, F-Dur) (op. 94)
- Klangspiele, Zehn kleine Stücke für Klavier (op. 99)

### Orgelmusik
- Drei Präludien und Fugen (c-Moll, g-Moll, D-Dur) (op. 11)
- Sonate c-Moll (op. 12)
- Suite d-Moll (op. 20)
- Suite A-Dur (op. 25)
- Variationen über ein Originalthema (op. 32)

## Auszeichnungen
- Arthur-Nikisch-Preis für Komposition (1909)
- Ehrendoktor der Universität München
- Ehrendoktor des Päpstlichen Instituts für Kirchenmusik in Rom
- Ehrenpräsident der Hochschule für Musik und Theater München (1950)
- Ehrensenator der Hochschule für Musik und Darstellende Kunst Stuttgart
- Ehrensenator der Hochschule für Musik Carl Maria von Weber Dresden
- Ehrensenator der Hochschule für Musik und Theater „Felix Mendelssohn Bartholdy“ Leipzig
- Ehrenmitglied der GEMA
- Ehrenmitglied des Deutschen Komponistenverbandes
- Großes Bundesverdienstkreuz (1952)
- Bayerischer Verdienstorden (1959)